# Proceratophrys minuta
Proceratophrys minuta es una especie de anfibio anuro de la familia Odontophrynidae.

## Distribución geográfica
Esta especie es endémica de Bahía en Brasil. Se encuentra en la Serra de Jacobina en la Chapada Diamantina. 
Habita a 800 m sobre el nivel del mar.

## Publicación original
- Napoli, Cruz, Abreu & Del-Grande, 2011 : A new species of Proceratophrys Miranda-Ribeiro (Amphibia:Anura:Cycloramphidae) from the Chapada Diamantina, State of Bahia, northeastern Brazil. Zootaxa, n.º 3133, p. 37–49.[3]